# Augustine Ukwuoma
Augustine Tochukwu Ukwuoma (ur. 29 sierpnia 1953 w Amucha) – nigeryjski duchowny rzymskokatolicki, od 2008 biskup Orlu.

## Życiorys
Święcenia kapłańskie przyjął 30 lipca 1983 i został inkardynowany do diecezji Orlu. Po święceniach pracował duszpastersko w Amaigbo i Nkwerre, zaś w latach 1992-2002 studiował w Stanach Zjednoczonych. Po powrocie do kraju objął probostwo w Uli.
25 marca 2008 został mianowany biskupem Orlu, zaś 21 czerwca 2008 przyjął sakrę biskupią z rąk abp. Renzo Fratiniego.